# Dendrobatinae
Dendrobatinae is een onderfamilie van kikkers uit de familie pijlgifkikkers (Dendrobatidae). De groep werd voor het eerst wetenschappelijk beschreven door Edward Drinker Cope in 1865.
Er zijn 56 soorten in acht geslachten. Alle soorten komen voor in delen van noordelijk Zuid-Amerika.

## Taxonomie
Onderfamilie Dendrobatinae
- Geslacht Adelphobates
- Geslacht Andinobates
- Geslacht Dendrobates
- Geslacht Excidobates
- Geslacht Minyobates
- Geslacht Oophaga
- Geslacht Phyllobates
- Geslacht Ranitomeya

Colostethinae · 
Dendrobatinae · 
Hyloxalinae